# Cyclododecanon
Cyclododecanon is een cyclisch alifatisch keton. Het is een kleurloze vaste stof met een kamfergeur, die slechts weinig oplosbaar is in water.

## Synthese
Cyclododecanon wordt bereid door de dehydrogenering van cyclododecanol.
Andere mogelijkheden om cyclododecanon te vormen zijn de isomerisatie van het epoxide epoxycyclododecaan of de splitsing van het peroxide cyclododecylhydroperoxide.

## Toepassingen
Cyclododecanon is een tussenproduct in de synthese van laurolactam, het monomeer van polyamide 12. De syntheseweg van laurolactam loopt van cyclododecaan over achtereenvolgens cyclododecanol, cyclododecanon en cyclododecanonoxime. Cyclododecanon wordt in de parfumindustrie gebruikt voor de synthese van geurstoffen met muskusachtige geur.
Verder wordt het gebruikt in UV-absorbantia.